# Édouard-Émile Violet
Édouard-Émile Violet, nato Émile Édouard Châne (Mâcon, 8 dicembre 1880 – Perpignano, 4 gennaio 1955), è stato un regista, attore e sceneggiatore francese che ha lavorato principalmente nel corso degli anni dieci e venti del Novecento, prima di ritirarsi all'avvento del cinema sonoro.

## Filmografia

### Regista
- Les Six Coeurs des six petites filles - cortometraggio (1916)
- Le consentement de la marquise - cortometraggio (1916)
- L'Héritier des Dagobert - cortometraggio (1916)
- Fantaisie de milliardaire (1916)
- Aline ou la double vie - cortometraggio (1916)
- L'Auberge, co-regia di E.B. Donatien (Donatien) - cortometraggio (1922)
- Les Hommes nouveaux, co-regia di Émile-Bernard Donatien (1922)
- Le Voile du bonheur (1923)
- La Bataille, co-regia di Sessue Hayakawa (1923)
- La Ruse (1924)
- Max, der Zirkuskönig (1924)
- The Danger Line (1924)
- Le Jardin sur l'Oronte, co-regia di Donatien, René Leprince (1925)

### Attore
- Dernier amour
- Fantaisie de milliardaire
- Conscience de péones
- Aline ou la double vie
- Le roman d'une Phocéenne
- L'impossible aveu
- Renoncement
- L'Auberge, regia di Édouard-Émile Violet, E.B. Donatien - cortometraggio (1922)
- Les Hommes nouveaux, regia di Émile-Bernard Donatien e Édouard-Émile Violet (1922)